# 1993 FZ35
1993 FZ35 är en asteroid i huvudbältet som upptäcktes den 19 mars 1993 av UESAC vid La Silla-observatoriet.
Asteroiden har en diameter på ungefär 11 kilometer och den tillhör asteroidgruppen Themis.